# HMS Cornwall (56)
O HMS Cornwall foi um cruzador pesado operado pela Marinha Real Britânica e a segunda embarcação da Classe County. Sua construção começou em outubro de 1924 no Estaleiro Real de Devonport e foi lançado ao mar em março de 1926, sendo comissionado na frota britânica em maio de 1928. Era armado com uma bateria principal composta por oito canhões de 203 milímetros montados em quatro torros de artilharia duplas, tinha um deslocamento carregado de mais de treze mil toneladas e alcançava uma velocidade máxima de 31 nós (58 quilômetros por hora).
O Cornwall passou a maior parte de seu período pré-Segunda Guerra Mundial servindo na China. Com o início da guerra, ele foi enviado em agosto de 1939 para caçar navios alemães no Oceano Índico. Foi transferido no final do ano para a escolta de comboios no Oceano Atlântico e permaneceu nessa função até retornar ao Índico em 1941, afundando em maio o cruzador auxiliar Pinguin. Com o início da Guerra do Pacífico, o cruzador escoltou comboios até passar para a Frota Oriental em março de 1942. Ele foi afundado em 5 de abril por ataques aéreos japoneses.